# Love U Better
Love U Better è un singolo del rapper statunitense Ty Dolla Sign pubblicato il 10 luglio 2017, come singolo principale del suo secondo album in studio, Beach House 3. È in collaborazione con il rapper Lil Wayne e il cantante The-Dream.

## Antefatti
Ty Dolla Sign ha annunciato Love U Better il 7 luglio 2017 e ha condiviso la grafica del singolo tramite i suoi account sui social media. Il brano è stato presentato in anteprima tramite il programma radiofonico Beats 1 di Zane Lowe il 10 luglio ed è stato reso disponibile per il download digitale e pubblicato come singolo lo stesso giorno.

## Descrizione
Love U Better è stato descritto come un brano electro-R&B dalla rivista Rolling Stone. Contiene un campione del singolo I Can Love You della cantante Mary J. Blige in collaborazione con Lil' Kim pubblicato nel 1997.

## Video musicale
Il video musicale della canzone, diretto da Ryan Hope, è stato girato a Hollywood Hills e pubblicato tramite il canale YouTube di Ty Dolla Sign il 3 agosto 2017. Nel video sono presenti i cameo di YG, Sevyn Streeter, Jeremih, Trae tha Truth, Jhené Aiko, Big Sean e Wizkid oltre ai due rapper che partecipano al brano musicale.

## Successo commerciale
Love U Better ha raggiunto dodicesima posizione nella classifica Bubbling Under Hot 100. In Nuova Zelanda, la canzone ha raggiunto invece la posizione numero 97 in Australia.

## Tracce
Testi e musiche di Griffin, Jr., Dwayne Carter, Jr., Terius Nash, Dijon McFarlane, Nicholas Audino, Lewis Hughes, Jason Boyd, Nashiem Myrick, Mary J. Blige, Kimberly Jones, LaTonya DaCosta, Te Whiti Warbrick, Peabo Bryson, Carlos Broady, Xenos da Costa.
1. Love U Better – 3:03

## Classifiche
| Classifica (2017)         | Posizione massima |
| ------------------------- | ----------------- |
| Australia                 | 97                |
| Stati Uniti               | 112               |
| Stati Uniti (R&B/Hip-Hop) | 1                 |
| Stati Uniti (Rhythmic)    | 20                |

## Cronologia delle pubblicazioni
| Paese       | Data           | Formato           | Etichetta             | Rif.   |
| ----------- | -------------- | ----------------- | --------------------- | ------ |
| Stati Uniti | 10 luglio 2017 | Download digitale | Taylor Gang, Atlantic | [ 11 ] |
| Stati Uniti | 25 luglio 2017 | Urban radio       | Taylor Gang, Atlantic | [ 4 ]  |